# ترافيس بادجيت
ترافيس بادجيت (بالإنجليزية: Travis Padgett)‏ هو عداء سريع أمريكي، ولد في 13 ديسمبر 1986 في شيلبي في الولايات المتحدة.

## وصلات خارجية
- ترافيس بادجيت على موقع الاتحاد الدولي لألعاب القوى (الإنجليزية)
- ترافيس بادجيت على موقع الاتحاد الأمريكي لسباقات المضمار والميدان (الإنجليزية)
- ترافيس بادجيت على موقع الدوري الماسي (الإنجليزية)
- ترافيس بادجيت على موقع TFRRS.org (الإنجليزية)
- ترافيس بادجيت على موقع أوليمبيديا (الإنجليزية)
- ترافيس بادجيت على موقع اللجنة الأولمبية والبارالمبية الأمريكية (الإنجليزية)